# Numidië (historisch gebied)
Het koninkrijk Numidië was een rijk van de Numidiërs in het gebied van het huidige Noord-Algerije, van 202 tot 48 v.Chr.

## Achtergrond
Het door de Romeinen Numidia genoemde gebied kwam ongeveer overeen met het huidige noorden van Algerije en een klein deel van Tunesië en Libië. Het was breder dan de gelijknamige Romeinse provincie.
In de 3e eeuw v.Chr. werd Numidië beheerst door verschillende semi-nomadische Berberstammen, tezamen Numidiërs genoemd, door de Romeinen werden onderverdeeld en aangeduid als de Massylen (of Massyli; naar Ilès, de overgrootvader van Massinissa) en de Massaessylen (of Masaesyli). De Massylen woonden in het oostelijk deel en werden in die tijd geleid door Massinissa. De Massaessylen bewoonden het westelijk deel, daar waar nu de steden Algiers, Oran en Sétif liggen en hadden Syphax toen als leider. De Numidiërs waren bondgenoten van Carthago, dat hen inzette als ruiters.

## Geschiedenis

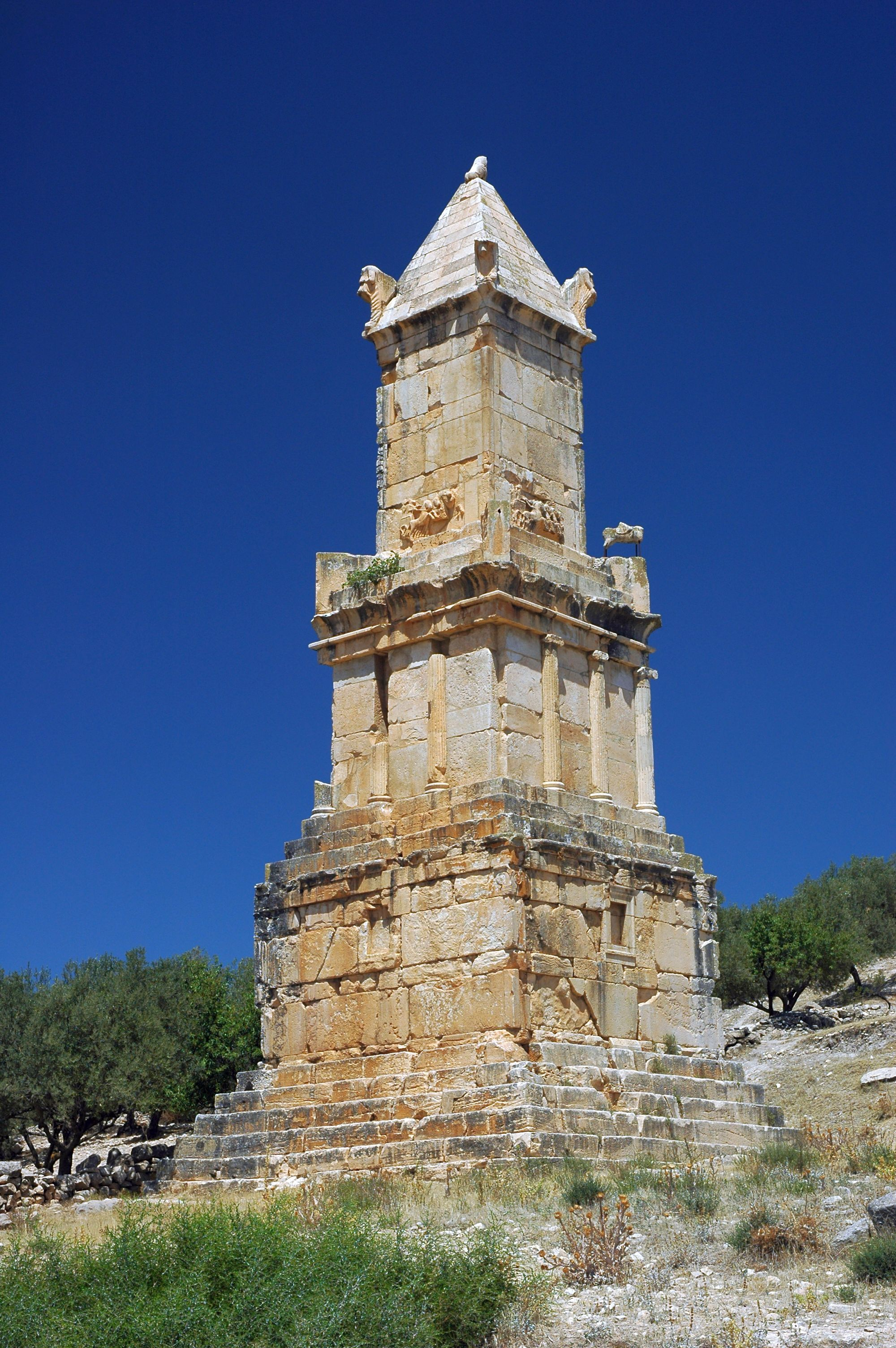
Een Numidisch koninklijk mausoleum in Thugga, gebouwd in de 2e eeuw v.Chr.

Numidië kende zijn gouden tijden in de periode van Massinissa, die de diverse stammen verenigde tot een rijk. Numidiërs vochten onder leiding van Massinissa aanvankelijk als bondgenoot van Carthago, in de Tweede Punische Oorlog, tegen het Romeinse Rijk en de bondgenoten hiervan. In de Slag bij Zama Regia, de laatste slag van die oorlog, vochten zij met de Romeinen tegen de Carthagers, die onder bevel van Hannibal Barkas stonden. Dit overlopen van bondgenoten (zoals Numidiërs, Iberiërs en Galliërs) tussen rivaliserende grote mogendheden was destijds niet ongebruikelijk. Ze ondersteunden deze mogendheden met infanteristen maar ook met de zeer gevreesde Numidische cavalerie. (of Numidische ruiterij)
De aanleiding voor de Derde Punische Oorlog was dat de Carthagers zich te veel verdedigden tegen toen anti-Carthaagse Numidiërs. Carthago werd toen belegerd, na drie jaar ingenomen en in 146 v.Chr. geheel verwoest.
De Numidische koning Jugurtha verloor vervolgens de strijd tegen het Romeinse Rijk na een bloedige opstand. Na deze opstand viel het gebied in 105 v.Chr. uiteen in kleinere staatjes. In 46 v.Chr. werd het ten slotte als provincie officieel onderdeel van het Romeinse Rijk.

## Archeologische vondsten
In Thugga is een Numidisch koninklijk mausoleum gevonden dat is gebouwd in de 2e eeuw v.Chr. Dit mausoleum is een van slechts vijf Numidische koninklijke bouwwerken die teruggevonden zijn. Het gebouw bevat een tweetalige inscriptie van de architect, geschreven in zowel het Lybico-Berbers als het Punisch.